# Кведа-Насакіралі
Кведа-Насакіралі (груз. ქვედა ნასაკირალი) — містечко (даба) в муніципалітеті Озурґеті, Гурія, Грузія.
Населення на 2014 рік — 2898 осіб.